# Табак (сырьё)

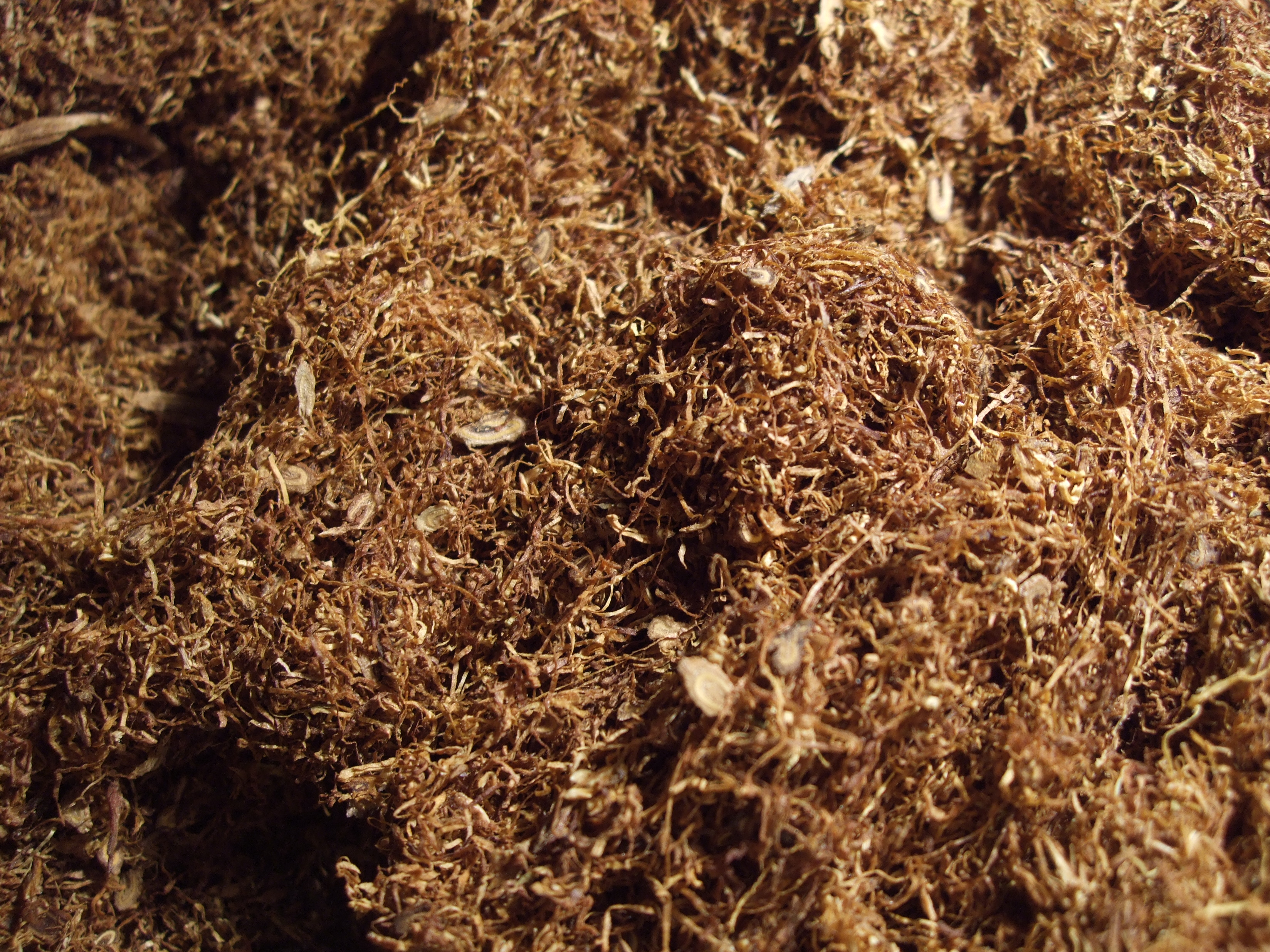
Нарезанный сигаретный табак

Таба́к — высушенные, измельчённые и ферментированные листья и стебли некоторых видов одноимённого рода растений, употребляемые для курения, вдыхания (порошкообразная консистенция) или жевания. Культивируются 2 вида рода Табак — табак культурный и махорка. Употребление табака в различных видах и различными способами (курение, жевание, нюхание) вызывает субъективное чувство притока сил, успокоения, в дальнейшем приводит к зависимости. Одним из основных действующих веществ является алкалоид никотин (воздействие на организм связано с взаимодействием с Н-холинорецепторами содержащих их холинергических нервных синапсов и как следствие возбуждением некоторых отделов парасимпатической нервной системы). Многие из сопутствующих курению летучих дёгтеобразных веществ являются канцерогенными.

## История

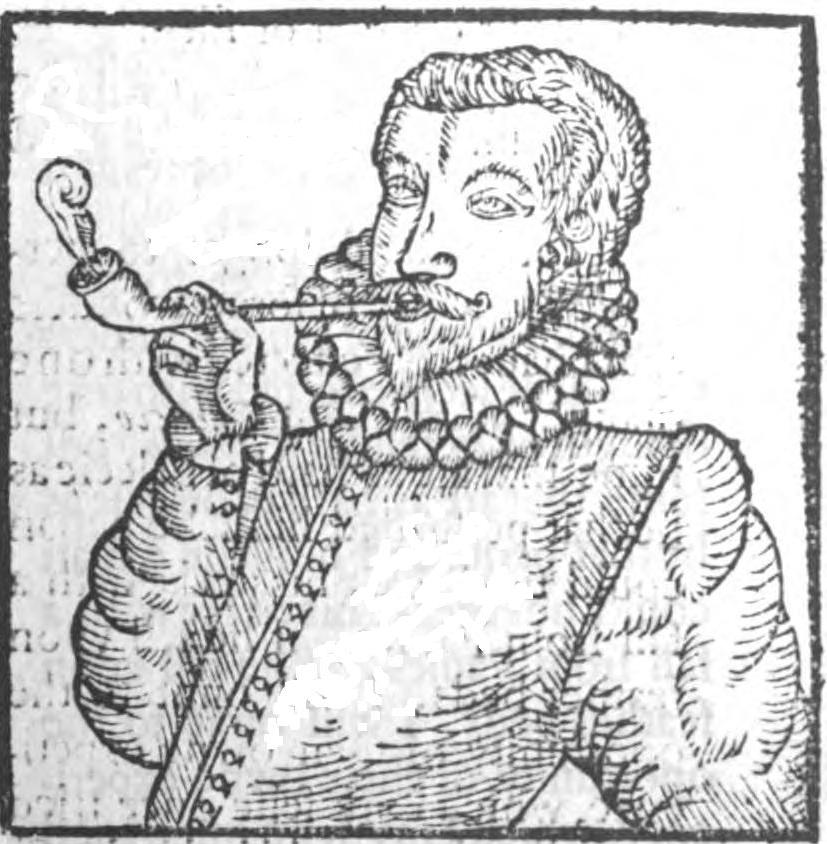
Старейшее изображение курящего европейца

До XVI века табак произрастал только в Северной и Южной Америке. В 1556 году Андре Теве привёз семена табака из Бразилии во Францию и вырастил их в окрестностях Ангулема. В 1560 году табак появился при дворе испанского короля Филиппа II как декоративное растение. Французский посол в Португалии Жан Нико привёз из Испании нюхательный табак в Париж; нюхательный табак быстро вошёл в моду. Курение табака распространяли по миру англичане после 1565 года. За 150 лет табак распространился по Евразии и попал в Африку.
К 1600 году в американских колониях Испании появились коммерческие плантации табака. В 1612 году Джон Ролф собрал первый его урожай в английской колонии Джеймстаун (Виргиния), после чего странами, в которые он завозился с этих плантаций был окрещён виргинским. Менее чем через 10 лет табак стал одной из главных статей виргинского экспорта и даже использовался колонистами в качестве своеобразной валюты при меновой торговле.
В настоящее время табак выращивают во многих странах мира. Высушенные листья некоторых видов табака используют для курения.
По-разному оценивается информация об обнаружении французскими учёными — палеоботаником Мишель Леско и профессором Пари — в 1976 году измельчённых листьев табака в брюшной полости мумии Рамсеса II и личинки табачного жука в её покровах. Учёные обнаружили, что после удаления внутренних органов кишечник Рамсеса II был заменён смесью разных трав, и в том числе измельчёнными листьями табака. В то же время большинство учёных пока не согласно с интерпретацией этих находок как свидетельства доколумбовых контактов Старого и Нового Света. По другой версии, табак мог попасть с островов Тихого океана близ Австралии.

## Выращивание табака

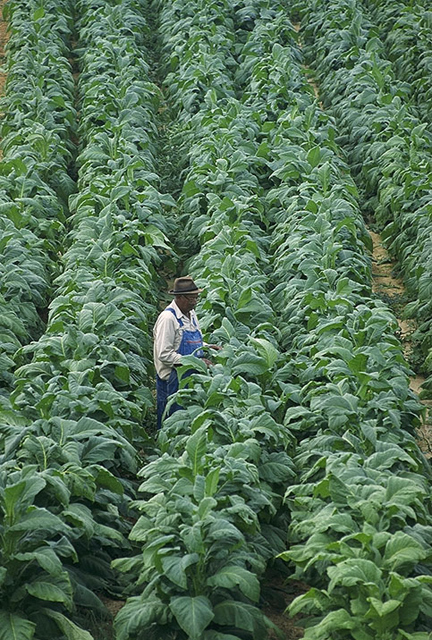
Фермер просматривает растения табака (Чатем, штат Виргиния)

Для культуры табака наиболее важными сортами являются:
- Табак широколистный, или мэрилендский (Nicotiana macrofilla), с красным цветком, сравнительно длинным трубчатым венчиком, широкой листовой пластинкой, боковые прожилки которой располагаются под прямым углом к главной.
- Табак виргинский (Nicotiana tabacum), с розовыми цветками, трубчатым венчиком с острыми лопастями, листья продолговато-ланцетные, сидячие;
- Обыкновенная махорка (Nicotiana rustica), цветки желтоватые, венчик с короткою трубкою и округлыми лопастями, листья яйцевидные, узкие, на конце тупые, с ясными черешками, боковые прожилки листа не под прямым углом к средней.
- Реже культивируются: девичий табак (Nicotiana glutinosa) и курчавый (Nicotiana crispa)[9].

Листья табака идут для целей курения, нюхания и жевания; для первого случая употребляют два сорта: сигарный и папиросный; сигарные сорта должны отличаться широкими листьями с гладкой поверхностью, чтоб их можно было свёртывать равномерно в сигарные цилиндрики. Сгораемость табака есть свойство, весьма важное для определения его достоинства. Присутствие в листьях хлористых солей, отличающихся своей легкоплавкостью, мешает полному сгоранию табака, так что от большего или меньшего содержания названных солей качества табака различны. Лёгкая сгораемость находится в связи с почвой, удобрениями и климатом; в зависимости от этого избегают, например, класть под табак хлористые удобрения; в случае же получения продукта с названными солями количество их уменьшают, подвергая табак намачиванию в растворе селитры и поташа. Для придания большей ароматичности табачные листья подвергают иногда отвариванию с различными смолами, ванилью, мятой, чаем; для уменьшения крепости листья подвергают действию различных слабых кислот и пр.
Культура табака в европейской части России не идёт севернее 55-й параллели; его возделывают или на особых плантациях, или вводят в севооборот с другими растениями, что весьма важно по причине благотворного влияния культуры табака на последующие растения благодаря отенению почвы широкими листьями и междурядной обработке, практикуемой при табаководстве. Табак располагают в севообороте обыкновенно на свежих землях, для получения более ароматичных сортов; за неимением таковых его помещают или после пара, или же после озимых или других растений, предъявляющих к почве иные требования в отношении питательных веществ. По этой причине табак не следует сажать, например, после свёклы, картофеля, аналогичных в потребности калийной пищи; в случае обильного удобрения почвы под табак навозом последующие культуры хлебов благодаря возможности полегания их также неудобны, в последнем случае их заменяют кукурузой. После табака вообще рекомендуют помещать растения, плохо выносящие борьбу с сорными травами. Лучшими почвами под табак следует считать чернозёмные, суглинистые, суглино-мергелистые и супесчаные, отличающиеся средней связностью и наличностью извести, калия и почвенного азота, необходимых для табачного растения.
Лучшее удобрение под табак — навоз рогатого скота. Людские экскременты по причине содержания в последних хлористых соединений, мешающих, как было упомянуто выше, полной сгораемости растения, как удобрение вносятся в почву или заблаговременно, или перерабатываются предварительно в компост. Благоприятным удобрением для табака может служить и зола подсолнуха. Полезным удобрением под табак считают птичий помёт, жмыхи. Одновременно с навозом рекомендуют употреблять и навозную жижу, по богатству последней калийными солями. Из азотсодержащих удобрений полезна чилийская селитра, хотя под влиянием её получается растение с грубыми, крупными листьями и меньшей ароматичностью, но этого можно избежать, смешивая азотистые удобрения с сернокислыми щелочами. На почвах, бедных известью, применяют известкование; оно благотворно действует не только на культуру, но и на полноту сгорания табачного растения.
Вследствие продолжительности роста табачного растения последнее воспитывают предварительно в рассадниках и затем уже высаживают на плантации. Важную роль рассадники играют особенно в северных широтах, где в противном случае периоды уборки и сушки табака совпали бы с холодным временем и тем ухудшили бы доброкачественность продукта. Под рассадники выбирают места, защищённые от холодных ветров, предпочитают западные или южные склоны, освещённые солнцем. Почву выбирают благоприятную или улучшенную удобрениями. Ранние сорта табака воспитывают и в парниках, для возвышения температуры которых кладётся навоз и поверх последнего ещё компост. Табачные семена долго сохраняют всхожесть, почему посев возможен и старыми семенами; всхожесть их не превышает, однако, 40 %. По причине мелкости семян табака для равномерности посева их мешают с опилками, золой и затем уже разбрасывают. Профессор Будрин не советовал употреблять золу в случае высевания табака проросшими семенами: содержащиеся в золе щёлочи губительно действуют на молодые ростки. Для ускорения всхожести семян, их проращивают при 20—25° и затем, по достижении ростками 1,5—2 линий, высаживают в рассадники не более четырёх растений на дм²; посев покрывают затем или тонким слоем компоста, или же древесным углем, также повышающим температуру почвы благодаря поглощению тепловых лучей солнца. Семена высевают или вразброс, или рядами, для чего берут тонкую нить, смоченную какою-либо липкою жидкостью, и посыпают затем нить семенами; нити с приставшими к ним семенами раскладывают и засыпают в рассадниках.

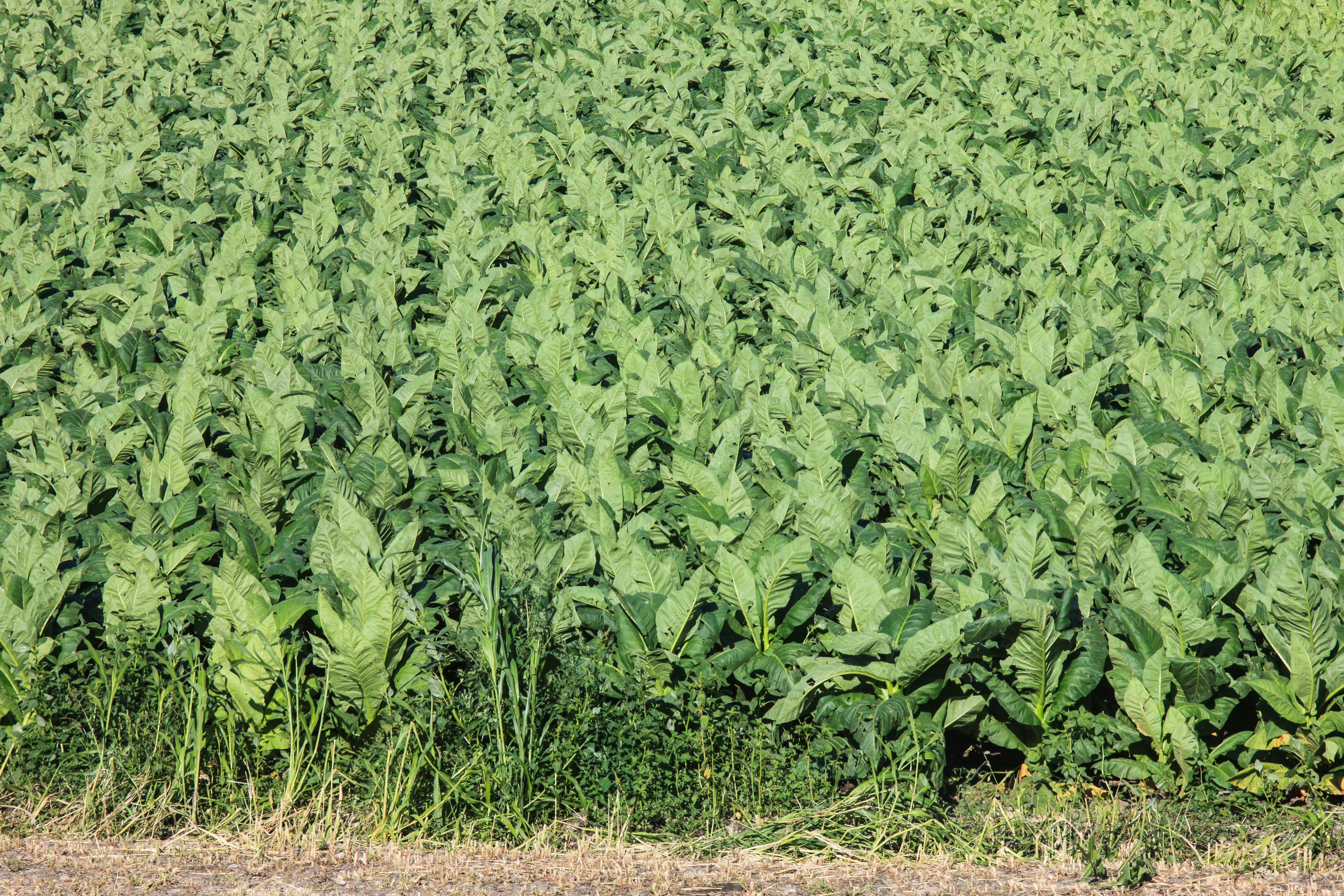
Плантация табака в Андорре

При посеве семян необходимо считаться с климатом, почвой и временем, когда молодые растения следует высаживать в поле: работы в рассаднике после посева состоят в защите его от различных неблагоприятных климатических влияний, в прореживании и полке плантации; прополка производится возможно чаще в зависимости от появления сорной растительности; одновременно с последними полками производят прореживание рассадника, оставляя на дм². не более двух растений; выдернутые же растения или выбрасывают, или же помещают на незанятых грядах рассадника. Поливают рассадник водой чистой или же разбавляя её навозной жижей; часто одновременно с поливкой практикуется поверхностное удобрение компостом с небольшой прибавкой серного цвета, защищающего растение от насекомых. Температура воды между 15—20 градусами. При уходе за растениями в рассаднике приходится бороться с кротами, червями, слизнями и пр. Во входы кротов с целью борьбы кладут куски сельди (селёдочного запаха кроты не терпят), червей собирают ночью или после дождей. Перед посыпкой рассадника компостом, последний иногда просеивают для удаления слизней и червей. По достижении табачными растениями 2—2,5 дм их высаживают в поле вечером или рано утром.
Поле под табак подготовляется возможно тщательно. Если табак вводится в севооборот, то осенью следует произвести две и даже три вспашки с бороньбой в промежутках между вспашками; вторая вспашка должна быть самая глубокая, до 30 см, но две последние вспашки можно произвести и весной, но уже во избежание иссушения почвы на меньшую глубину. Удобрения под табак вносятся обыкновенно в несколько приёмов, например при первой вспашке, затем при второй, глубокой, а в случае бедности почвы даже и при весенней вспашке. Время пересадки растений должно быть приноравливаемо в каждой местности и к особенностям её климата. Пересаженные из рассадника растения располагают квадратом или прямоугольником с одинаковыми промежутками между растениями и рядами; иногда растения располагают в шахматном порядке; последний требует хотя больше труда и затрат, но зато предоставляет растениям более удобств в отношении света, свободы развития отдельных частей и пр., отчего увеличивается и урожай продукта; последнего можно достигнуть, конечно, и более частым распределением растений в поле, но зато в этом случае ухудшается качество табака, с чем приходится считаться на рынке. Пересаженные растения требуют на первых порах поливки и мотыжения, то и другое производится неоднократно в течение лета; последней операцией достигается улучшение физических свойств почвы, а также уничтожение истощающих поле сорных трав. Мотыги употребляются для этой цели или ручные, или же механические; последующей операцией при уходе за табачным полем следует присыпка земли к нижним частям растения, но по причине загрязнения нижних листьев растения иногда высаживают в поле, предварительно разработанное в холмики, где уже подвергают их мотыжению.
Табак легко поддаётся искусственному скрещиванию; производя его между лучшими сортами, можно получать новые ценные сорта этого растения.
Для улучшения качества продукта и увеличения массы его обламывают верхушки у табачного растения и удаляют боковые ветви, пасынков, отчего последняя операция и носит название пасынкования табака. Эта операция производится перед цветением табака, отчего направляют соки в листья, чем увеличивается их масса; одновременно с удалением верхушек обрывают нижние листья от 4 до 5, оставляется на растении количество листьев в зависимости от сорта и времени посадки растения. Для крепких сортов ранней рассады рекомендуют оставлять от 9 до 14, для поздней от 5 до 8. Для лёгких сортов ранней рассады рекомендуют оставлять от 12 до 20 и более, для поздней от 8 до 12. Время удаления верхушки и нижних листьев совпадает обыкновенно с 7—8-недельным ростом табака после посадки. После удаления верхушки и нижних листьев благодаря обилию растительных соков начинают развиваться почки листовых пазух; эти почки дают начало боковым ветвям, которые также удаляют, пасынкуют по достижении ими 1, 2… 5 дм; пасынкование производят обыкновенно руками, несколько раз, в зависимости от появления пасынков. Корневые побеги надо также уничтожать, чтобы они не истощали растений; с целью предупреждения порчи других частей растений пасынкование и удаление корневой поросли следует производить около полудня, когда растения вялы, не так ломки.
Ко времени уборки табака на листьях его между боковыми прожилками начинают появляться жёлтые пятна; листья становятся клейкими, шероховатыми; момент уборки весьма важен для табака и отражается на его добротности; ранняя уборка, например, даёт листья малоароматичные и легко загнивающие при сушке растения. Уборку производят или одновременно целой плантацией, или же постепенно, по мере созревания растений; последний способ хотя и дороже, но зато дает продукт более доброкачественный и ценный; нижние листья растения, обыкновенно загрязнённые благодаря их близости к почве, носят название песочных; средние называют земляными, и, наконец, верхние листья, дающие наивысший сорт при уборке, носят название макушки табака.

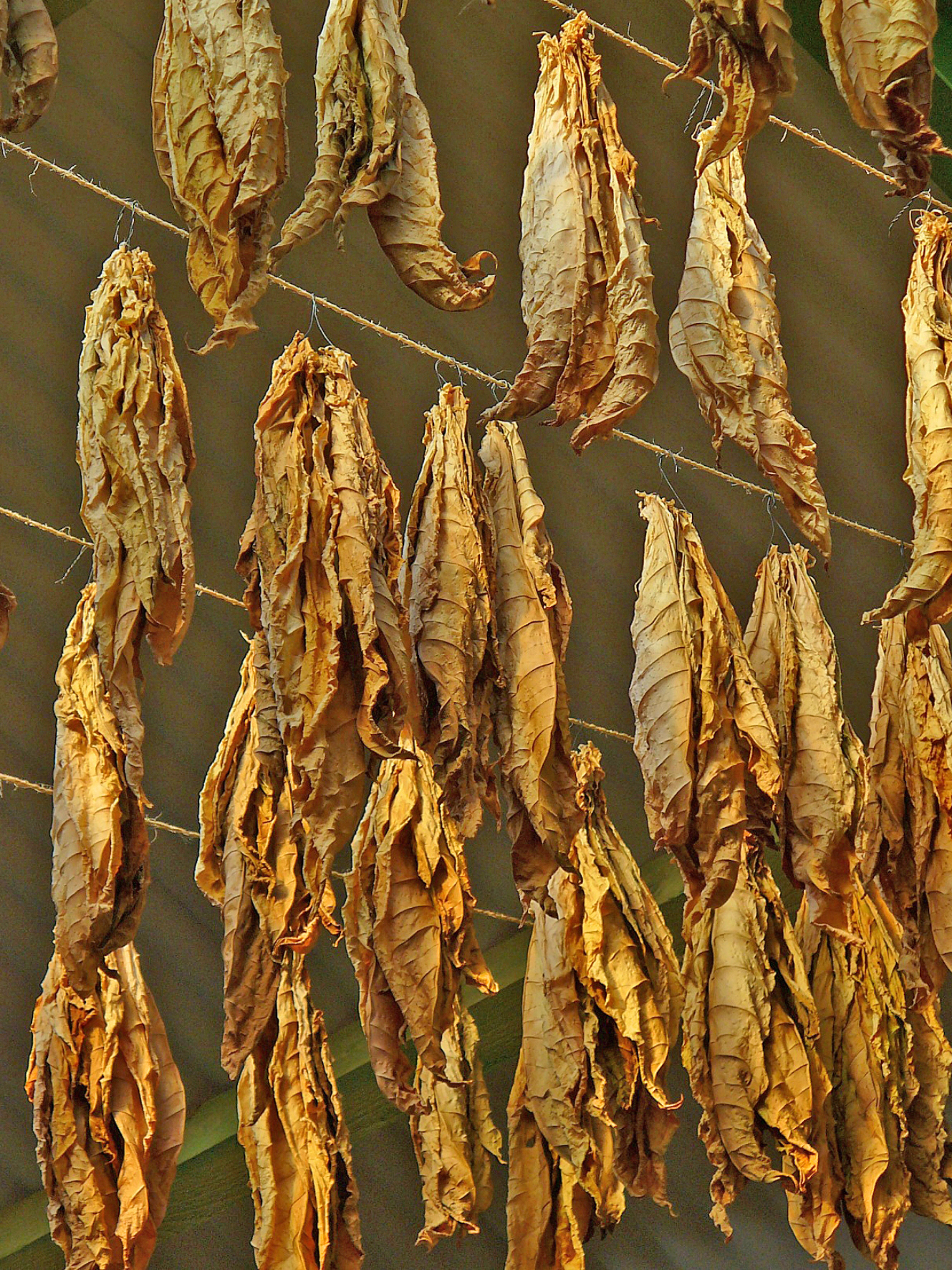
Сушка табачных листьев

### Вредители и болезни
Из болезней табака, особенно вредящих плантациям, следует упомянуть рябуху. Сущность этой болезни состоит в появлении то белых, то бурых пятен на листьях растения; всего чаще пятна появляются на нижних листьях и затем распространяются уже по всему растению, хотя такая последовательность не всегда бывает и зависит всецело от причин, вызывающих заболевание. Рябуха — болезнь незаразная и обусловливается нарушением физиологических процессов, под влиянием чрезмерного испарения воды, в тканях листа табачного растения. Получено данные, что растения, испытавшие быстрые изменения во влажности и сухости воздуха и почвы, наиболее подвержены заболеванию; неравномерность прихода и расхода питательных веществ в почве, например фосфорной кислоты и её ежегодных прибываний в почву вследствие удобрения навозом, также способствуют заболеванию растений рябухой. Следовательно, «заботясь о накоплении и сбережении влаги в почве, выбирая для плантаций по возможности места с наименьшим колебанием температуры и влажности и введя правильный севооборот», можно бороться с рябухой. Не менее вредной для табака является другая болезнь — мозаичная, или бозух, как её называли крымские плантаторы. Болезнь эта, очень похожая по своим проявлениям и развитию на рябуху, почему нередко и отождествляется с последней, появляется на табаке через 2—3 недели после высадки его из рассадников в виде светло-жёлтых и тёмно-зелёных пятен; последние, разрастаясь часто быстрее первых, образуют вздутые подушечки, напоминающие собою повреждения тлёй. К заболеванию особенно расположены молодые части растения, чем её и отличают от рябухи. Мозаичная болезнь является инфекционной, причиняемой вирусами. Раз появившись на какой-либо плантации, болезнь эта в последующие годы распространяется все более и более благодаря сохранению микроорганизмов в почве, куда они попадают с неубранными частями растений. Следовательно, мера борьбы здесь будет заключаться исключительно в выкапывании и тщательном сжигании повреждённых растений, а в случае сильного развития болезни — в перемене места под плантацией и во введении хотя бы на время какого-либо севооборота благодаря способности вируса, вызывающего мозаичную болезнь, паразитировать лишь на табачном растении. Наконец, табак страдает и пепелицей, появляющейся на табаке в сырое время и на затенённых местах плантации обыкновенно в июле и августе месяцах. Болезнь эта состоит в заметном налёте на верхней поверхности листьев, появляясь сначала на нижних и затем уже распространяясь по всему растению. Табачная пепелица обусловливается особым грибком — Erysiphe Camprocarpa, мицелий которого стелется по листовой поверхности, прикрепляясь к тканям своими гаусториями пузырчатой формы. На мицелии вскоре появляются плодоносные гифы, отделяя от себя конидии; последние, попадая благодаря ветру или как-либо иначе на здоровые растения, начинают прорастать и дают начало мицелию. Грибок пепелицы паразитирует и на других некоторых растениях: девясиле, лопухе, на которых и перезимовывает до следующих посадок табака. Благодаря высасыванию гаусториями содержимого клеток листовых тканей на листьях, поражённых пепелицей, начинают появляться бурые пятна и затем общее пожелтение листьев. Распространению болезни способствуют густая посадка растений, близость древесной растительности и строений к плантации и вообще все то, что так или иначе задерживает циркуляцию воздуха над плантацией. В случае появления налёта, растения следует прореживать и удалять больные растения, обязательно сжигая их.
Во время развития табачного растения нужно следить за вредными насекомыми и бороться с ними, как то: со свиноголовкой (Plusia gamma), капустницей (Mamestra brassicae); различными бражниками, Sphinx и др. Из сорных растений вредны для табака заразиха (Orobanche ramosa); средствами борьбы против последней рекомендуются, во-первых, возможно тщательная очистка посевных семян, во-вторых, удаление с плантации поражённых растений и в случае сильного заражения даже перенесение её на другое, незаражённое поле.

#### Рябуха
Проявляется эта болезнь в появлении то белых, то бурых пятен на листьях растения; всего чаще пятна появляются на нижних листьях и затем распространяются уже по всему растению, хотя такая последовательность не всегда бывает и зависит всецело от причин, вызывающих заболевание.
Рябуха — вызывается бактерией Pseudomonas tabacum (Wolf et Foster) Stevens.
Растения, испытавшие быстрые изменения во влажности и сухости воздуха и почвы, наиболее подвержены заболеванию; неравномерность прихода и расхода питательных веществ в почве, например фосфорной кислоты и её ежегодных прибываний в почву вследствие удобрения навозом, также содействуют заболеванию растений рябухой. Следовательно, «заботясь о накоплении и сбережении влаги в почве, выбирая для плантаций по возможности места с наименьшим колебанием температуры и влажности и введя правильный плодосмен», можно бороться с рябухой.

#### Табачная мозаика
Табачная мозаика, или бозух, как её называли крымские плантаторы. Болезнь эта, очень похожая по своим проявлениям и развитию на рябуху, почему нередко и отождествляется с последней, появляется на табаке через 2—3 недели после высадки его из рассадников в виде светло-жёлтых и тёмно-зелёных пятен; последние, разрастаясь часто быстрее первых, образуют вздутые подушечки, напоминающие собою повреждения тлей. К заболеванию особенно расположены молодые части растения, чем её и отличают от рябухи. Мозаичная болезнь является инфекционной, причиняемой вирусами. Раз появившись на какой-либо плантации, болезнь эта в последующие годы распространяется все более и более благодаря сохранению микроорганизмов в почве, куда они попадают с неубранными частями растений. Следовательно, мера борьбы здесь будет заключаться исключительно в выкапывании и тщательном сжигании повреждённых растений, а в случае сильного развития болезни — в перемене места под плантацией и в введении хотя бы на время какого-либо плодосмена благодаря способности вируса, вызывающего мозаичную болезнь, паразитировать лишь на табачном растении.

#### Пепелица
Пепелица, появляется на табаке в сырое время и на затенённых местах плантации обыкновенно в июле и августе месяцах. Болезнь эта состоит в заметном налете на верхней поверхности листьев, появляясь сначала на нижних и затем уже распространяясь по всему растению. Табачная пепелица обусловливается особым грибком — Erysiphe Camprocarpa, мицелий которого стелется по листовой поверхности, прикрепляясь к тканям своими гаусториями пузырчатой формы. На мицелии вскоре появляются плодоносные гифы, отделяя от себя конидии; последние, попадая благодаря ветру или как-либо иначе на здоровые растения, начинают прорастать и дают начало мицелию. Грибок пепелицы паразитирует и на других некоторых растениях: девясиле, лопухе, на которых и перезимовывает до следующих культур табака. Благодаря высасыванию гаусториями содержимого клеток листовых тканей на листьях, поражённых пепелицей, начинают появляться бурые пятна и затем общее пожелтение листьев. Распространению болезни способствуют густая посадка растений, близость древесной растительности и строений к плантации и вообще все то, что так или иначе задерживает циркуляцию воздуха над плантацией. В случае появления налёта, растения следует прореживать и удалять больные растения, обязательно сжигая их.

## Обработка табака

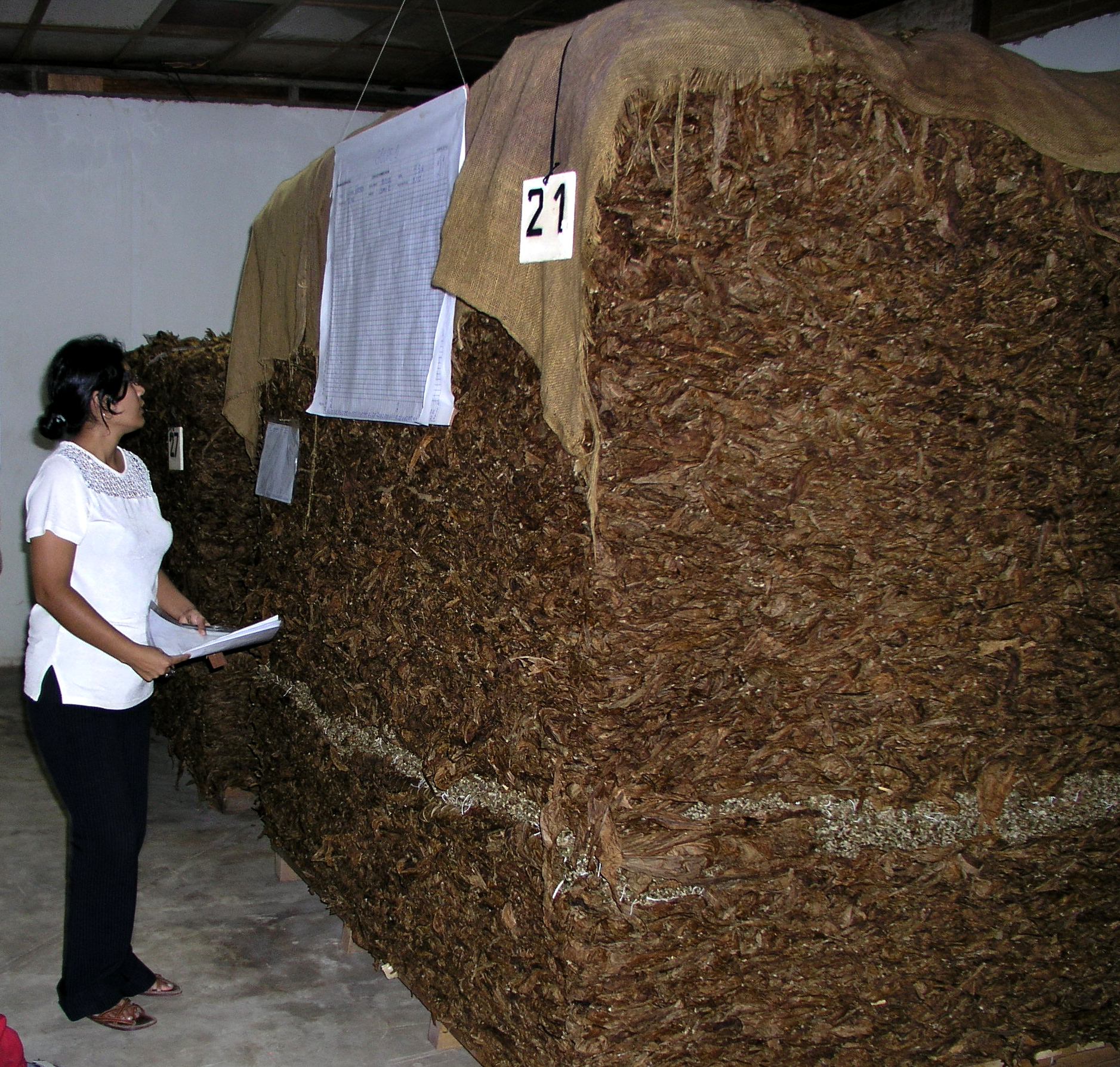
Ферментация табачных листьев в пилонах

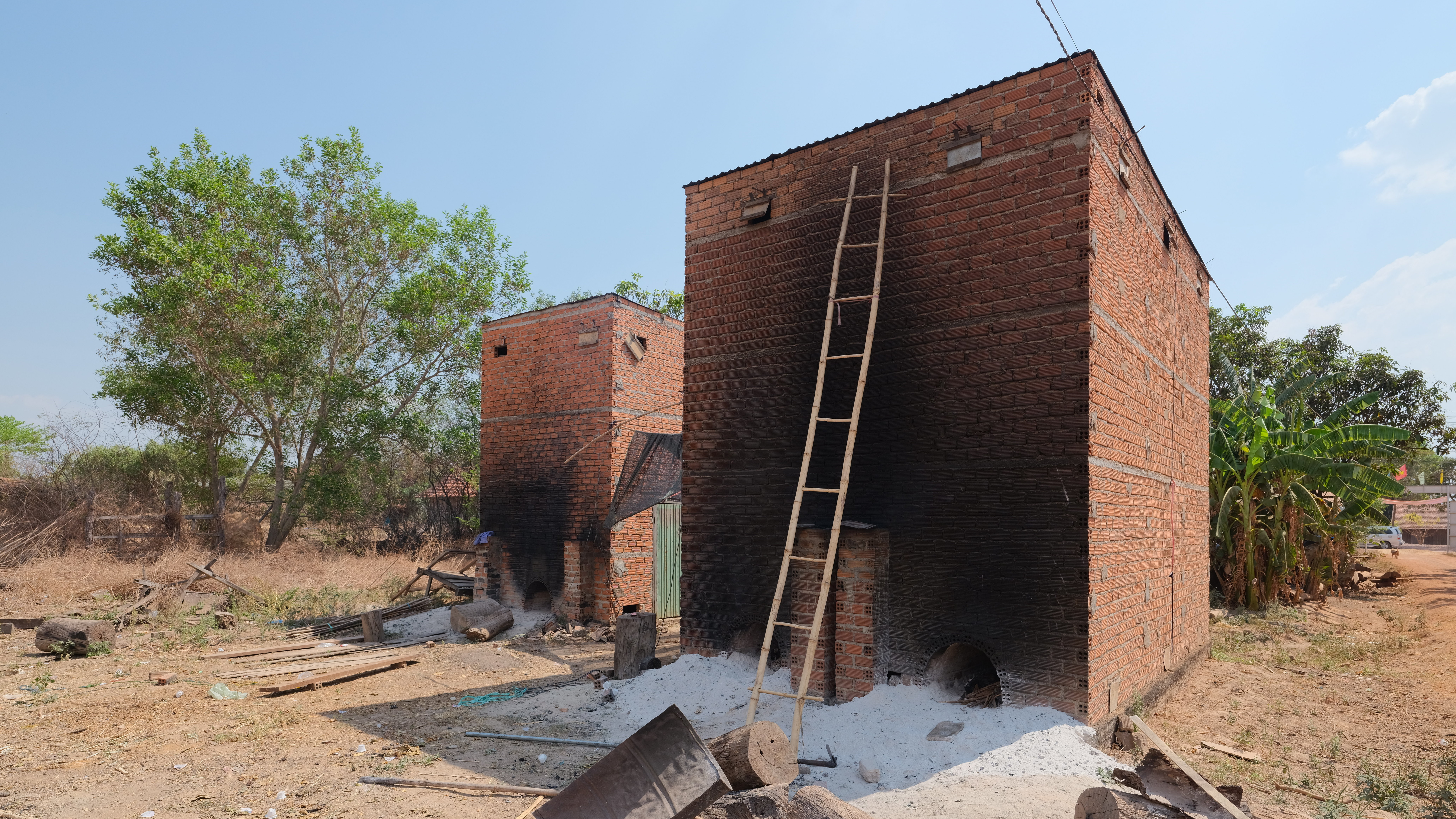
Печи для огневой сушки табака, Вьетнам

После уборки растения подвергают сушке и ферментации прямо на солнце или в особых помещениях с искусственным подогреванием, называемых огневыми сушилками. Ферментация табака идёт или одновременно с сушкой, или же до сушки, хотя в последнем случае эта операция требует более знаний и опытности вследствие возможности загнивания свежих листьев, сложенных в куче. Сушат табак в обыкновенных навесах или же специальных зданиях из кирпича или дерева с боковыми просветами, закрывающимися на случаи ненастья; навесы и здания делают сравнительно высокими ввиду того, что верхние партии дают сушёный продукт более добротным. С целью сушки листья табака нанизывают на бечевку или прутья и размещают в сушильнях. Сушка табака прекращается по уменьшении влажности листьев приблизительно до 18 %, затем весь высушенный материал складывается в кучи для ферментации. Сушку обыкновенно делят на три момента: в первом из них, связанном с некоторой ферментацией, обнаруживаемым в пожелтении или коричневом цвете листьев, происходит так называемое томление, приурочиваемое к температуре 40 °С; во второй момент происходит уже собственно сушка табака при температуре 77—100 °С; в третий период высыхают уже черешки и прожилки листьев. Для окончательной ферментации высушенные листья сваливают в кучи, затем после ферментации мелкие кучи соединяют в более крупные, в которых табак и сохраняется в течение нескольких лет, если принуждают к этому обстоятельства; здесь следует заметить, что от подгнивания, иногда замечаемого в кучах, обсыпки и могут достигать 30 % и более.

## Состав
В табачном дыме содержится более 500 различных соединений. Помимо никотина, 30% которого вдыхается при курении, а 60% сгорает, в табачном дыме присутствуют окись и двуокись углерода, сероводород, синильная кислота и целый ряд органических соединений, в том числе углеводороды, которые при сгорании превращаются в канцерогены — бензпирен и его производные. Кроме того, образуются так называемые «коканцерогены» — вещества усиливающие канцерогенный эффект. В листьях сохраняются и переходят в табачный дым инсектициды, применяемые при возделывании табака. Также листья табака поглощают из воздуха радиоактивный полоний 210, концентрация которого при их высушивании повышается.

## Отравление табаком
Отравления могут развиваться при чрезмерном употреблении табака, приеме отвара внутрь или в клизме (случаи самолечения) и т.д.
Симптомы отравления: тошнота, рвота, жжение слизистых оболочек, боль в желудке, замедление пульса, сердечные аритмии, нарушение дыхания вплоть до асфиксии, сильная головная боль, судороги, потеря сознания.
При отравлении табаком из-за чрезмерного потребления внутрь рекомендуется промывание желудка и прием активированного угля.
Если отравление связано с вдыханием табачного дыма, то пострадавшего следует вынести на свежий воздух, облегчить доступ кислорода и через каждые 15 минут давать нашатырно-анисовые капли (по 15-20 капель на прием).

## Международный рынок табака
По состоянию на 2017 год крупнейшими экспортерами обработанного табака, включая различные сигары, сигариллы, сигареты, а также экстракты, эссенции были (указан процент от доли мирового экспорта) — Нидерланды 14 % (873 млн долл. США или 14 %), Германия 13 % (828 млн долл. США), Италия 11 % (722 млн долл. США), Польша 9 % (562 млн долл. США). Крупнейшие импортеры (указан процент от доли мирового импорта) — Япония 15 % (931 млн долл. США), Германия 7 % (438 млн долл. США), Алжир 6 % (377 млн долл. США), Франция 5 %(338 млн долл. США) и Великобритания 5 % (306 млн долл. США).
Мировой рынок табачного сырья занимал 278 место наиболее торгуемых товаров в 2017 году.
Крупнейшими экспортерами табачного сырья в 2017 году были Бразилия (1,99 млрд долл. США), США (997 млн долл. США), Зимбабве (977 млн долл. США), Индия (657 млн долл. США) и Китай (654 млн долл. США). Крупнейшие импортеры — Бельгия и Люксембург (суммарно порядка 1,36 млрд долл. США), Китай (1,21 млрд долл. США), Германия (792 млн долл. США), США (653 млн долл. США) и Россия (600 млн долл. США).

## Табак в фольклоре
На почве запрещений табака, существовавших в допетровской России, развились слова и поучения против курения и народные сказки о нюхарях и курильщиках, например «Сказание о табаке» (XVII столетие, издан во II томе «Памятников старой русской литературы» Кушелева-Безбородко), украинские сказки о том, что табак вырос из тела дочери библейского царя Ирода, что «чортяка похвалив нюхарів» (Драгоманов в «Малороссийских преданиях», 13). Сходные сказки были записаны у русских и белорусов («Минский листок», 1894, № 233, «Этнографическое обозрение»). Так, табак, по простонародным русским поверьям, — нечистое, дьявольское растение, которое выросло из гнилой трухи чёрта, который был сброшен с неба на верхушку дуба, где и сгнил. По другой версии, табак вырос из крови чёрта, смешанной с дубовыми листьями, которого по молитве монаха раздавило в дубовой расщелине. По третьей — растение проросло из могилы блудницы, сожительствующей с псом. Также утверждалось, что черти могут заманить человека, идущего на богослужение, в лес, где обучают его курению трубки или нюханью табака. Существует легенда, которая разделяет людей на тех, кто курит табак и тех, кто его нюхает (причём неугодным считается последнее): однажды у одного чёрта умерла мать, собрались его товарищи-черти на похороны, но те, что табак курили, постоянно сплёвывали, оплевав чёртову мать с головы до пят, а у чертей, нюхающих табак из табакерки, на глазах выступали слёзы, и они казались плачущими. Похвалил чёрт последних, а первых прогнал прочь. С тех пор будто бы люди пристрастились к нюханью табака, «как те черти, которые голосили на похоронах чёртовой матери». У старообрядцев и теперь господствует запретительная точка зрения.
В монгольской сказке табак вырос на месте кровосмешения брата с сестрой.
В немецких песнях первой половины XIX века табак нередко прославляется наряду с другими «деликатесами» (такими, как вино, кофе; см., например, «Песню о табаке»).
Согласно южноафриканской легенде, пират по имени Ян Ван Хункс соревновался с дьяволом в том, кто больше выдохнет табачного дыма и не закашляется; он выиграл соревнование, но был обречен каждый год повторять его, что приводит к облачности на Столовой горе.

## Виды табака по назначению
- Трубочный[19]
- Сигаретный
- Сигарный[19]
- Нюхательный (снафф)
- Жевательный
- Бездымный

## Табачные изделия
- Для курения[19]: папиросы, сигареты, сигариллы, сигары.
- Для нюхания[19]: снафф.
- Для сосания[19]: насвай[19], снюс.
- Для жевания[19].
- Табачные стики.